# Lasioglossum darwiniellum
Lasioglossum darwiniellum är en biart som först beskrevs av Cockerell 1932.  Lasioglossum darwiniellum ingår i släktet smalbin, och familjen vägbin. Inga underarter finns listade i Catalogue of Life.